# Venezuela nos Jogos Pan-Americanos de 1975
A Venezuela competiu nos Jogos Pan-Americanos de 1975 na Cidade do México, de 12 a 25 de outubro de 1975. Conquistou doze medalhas no total.